# 邓卓翔
邓卓翔（1988年10月24日—），出生于湖北武汉，已退役中国足球运动员，司职前腰，亦是前中国国家足球队成员。

## 俱乐部生涯
邓卓翔，湖北武汉人，成名于广东名峰青年队，并于2003年入选了中国国少队，2004年随队获得亚少赛冠军。
2005年1月29日，他和队友周熠一起被家乡球队武汉黄鹤楼签下。当年随中国国少队出征秘鲁世少赛，历史性获得第七名的好成绩。在与东道主秘鲁队的小组赛生死战中，下半时邓卓翔大禁区前左脚发炮，一记40米开外的惊天远射轰破秘鲁队大门，凭借此球，中国队1：0击败秘鲁队并最终将东道主封杀在小组赛中，当时打左后卫的邓卓翔也被中国媒体称为“中国卡洛斯”。
2006赛季，18岁的邓卓翔进入武汉光谷的一线队名单，并获得了在中超联赛中出场的机会，2006年7月12日，他在武汉光谷主场3比4不敌天津泰达的比赛中下半场替补登场，完成自己的中超首秀。该赛季邓卓翔总共为球队出场10次，都是以替补球员身份登场。
2007赛季，邓卓翔开始获得首发机会，2007年5月27日，邓卓翔打进自己的首个中超进球，帮助武汉光谷队主场1比0击败青岛中能。该赛季邓卓翔代表球队出场15次，收获2球。
2008赛季，邓卓翔继续为武汉光谷效力开始担任球队主力，但赛季中武汉队因为李玮锋事件退赛，最终只获得10次出场机会，并在客场1比2不敌广州医药的比赛中打进1球。
2009赛季，由于武汉光谷被取消了联赛资格，邓卓翔以租借的形式加盟中超升班马江苏舜天。邓卓翔在2009赛季中超联赛表现出色，出场29次，为球队贡献了5个进球和8次助攻，不但帮助江苏舜天队顺利完成赛季保级目标，而且还因此入选高洪波执教的中国国家队。12月4日，邓卓翔在09中超年度颁奖典礼中获得最佳新人的荣誉。
2010赛季，邓卓翔与山东鲁能签约，并于2月24日在与广岛三箭的亚冠联赛中替补出场完成俱乐部首秀。由于赛季初跟随国家队集训和比赛，错过了鲁能的土耳其拉练，和球队的磨合不佳。在亚冠赛场鲁能泰山客场对阵浦项制铁的比赛中罚丢点球，随后多场比赛没有获得出场机会。2010赛季中期的间歇期结束后，邓卓翔逐渐获得球队首发位置，在山东鲁能客场对阵青岛中能的比赛中直接任意球得分，收获赛季个人首个俱乐部进球，本赛季出场28次，打进5球，并获得其职业生涯首个中超联赛冠军。
2012年1月，江苏舜天和山东鲁能为邓卓翔的转会达成一致，但由于体检出现问题，邓卓翔的转会事宜一度被搁置。2月6日，江苏舜天官方正式宣布邓卓翔转会回归球队。
2025年4月，邓卓翔出任武汉三镇臨時主教練。

## 国家队生涯
2009年7月18日，邓卓翔在中国国家队主场和巴勒斯坦队的比赛中以首发球员的身份第一次代表国家队出场。
2009年11月22日在杭州黄龙体育场进行的亚洲杯预选赛中国对黎巴嫩的比赛中踢满全场。这场比赛，是邓卓翔参加的第一场国际正式A级赛事，也是第一次在正式比赛首发，在比赛中助攻杜威打进全场唯一入球，最终帮助球队1-0战胜对手。
2010年2月10日，在日本東京味之素球場进行的2010年東亞足球錦標賽中，邓卓翔与曲波配合连过韩国多名后卫后打进一球，帮助中國隊以3比0战胜了韩国国家队，结束自1978年以来32年逢韩不胜的「恐韩症」，最终中国国家队获得2010年東亞足球錦標賽冠军。
2010年6月5日，中国国家队在留尼汪和法國國家隊进行世界杯前的一场热身赛，最终中国队凭借邓卓翔在第68分钟的任意球进球，以1-0战胜了法国队，主教练高洪波本打算在其罚任意球前将其替换下场，但是邓卓翔示意罚完任意球再下场，结果造就了这个进球。这个进球前，足球刷出了一道下坠弧线，直奔球门中央。而对方门将正是2018年世界杯的冠军门将雨果·洛里斯。这场比赛的胜利是中国国家队26年以来再次战胜世界杯冠军的强队。
2011年1月随中国国家队征战2011年亚洲杯，在首场对阵科威特的比赛中为中国队打入了一个精彩绝伦的任意球，这一球也帮助中国队以2：0获得胜利。

## 国家队进球
| 时间           | 地点   | 对手     | 比分 | 赛事                     | 进球(累计) |
| -------------- | ------ | -------- | ---- | ------------------------ | ---------- |
| 2010年2月10日  | 东 京  |          | 3-0  | 2010年東亞足球錦標賽     | 1( 1)      |
| 2010年6月5日   | 留尼旺 | 法國     | 1-0  | 友谊赛                   | 1( 2)      |
| 2010年12月22日 | 广 州  | 北馬其頓 | 1-0  | 友谊赛                   | 1( 3)      |
| 2011年1月2日   | 多 哈  | 伊拉克   | 3-21 | 友谊赛                   | 1( 4)      |
| 2011年1月8日   | 多 哈  | 科威特   | 2-0  | 2011年亚洲杯             | 1( 5)      |
| 2011年6月8日   | 贵 阳  |          | 2-0  | 友谊赛                   | 1( 6)      |
| 2011年7月28日  | 万 象  |          | 6-1  | 2014年世界杯亚洲区预选赛 | 2( 8)      |

注：
1、不是国际A级比赛。

## 荣誉

### 山东鲁能泰山
- 中超联赛冠军：2010

### 江苏国信舜天
- 中超联赛亚军：2012
- 中国超级杯冠军：2013

### 武汉三镇
- 中超联赛冠军：2022

### 中國
- 亚少赛冠军：2004
- 東亞足球錦標賽冠军：2010

### 个人
- 中国足球协会年度最佳新人：2009

## 家庭
- 父亲：邓运成
- 母亲：
  - 妻子：陈乐桐